# 石川雄洋
石川 雄洋（いしかわ たけひろ、1986年7月10日 - ）は、静岡県駿東郡清水町出身の元プロ野球選手（内野手）。右投左打。元アメリカンフットボール選手（ワイドレシーバー）。野球解説者。
愛称は「タケ」、「石さん」。

## 経歴

### プロ野球入り前
横浜高校では1年生からベンチ入りを果たし、第75回選抜に左翼手で出場し準優勝。第86回全国選手権では、対京都外大西戦の6回に三塁打を放ちヘッドスライディングした際に三塁手と交錯し、首などを強打し左肩を捻挫する。一時は意識を失い担架で運ばれるも、その後意識を取り戻し強行出場した。スコア0対0の9回には自身のエラーをきっかけに満塁のピンチを迎えるが、涌井秀章が三振で抑えると、10回には涌井が招いたピンチをファインプレーで助け、チームは11回に1対0でサヨナラ勝ちを決めた。同大会では、14打数10安打と活躍、ベスト8に進出した。その後台湾で開催された第21回AAA世界野球選手権大会の日本代表に選ばれる。高校の同級生に涌井秀章、村田浩明、1年先輩に成瀬善久、荒波翔、2年後輩に福田永将、佐藤賢治、下水流昂がいる。
2004年のNPBドラフト会議で、横浜ベイスターズから6巡目で指名。契約金3000万円、年俸460万円（金額は推定）という条件で入団した。入団時の背番号は52。

### 横浜・DeNA時代

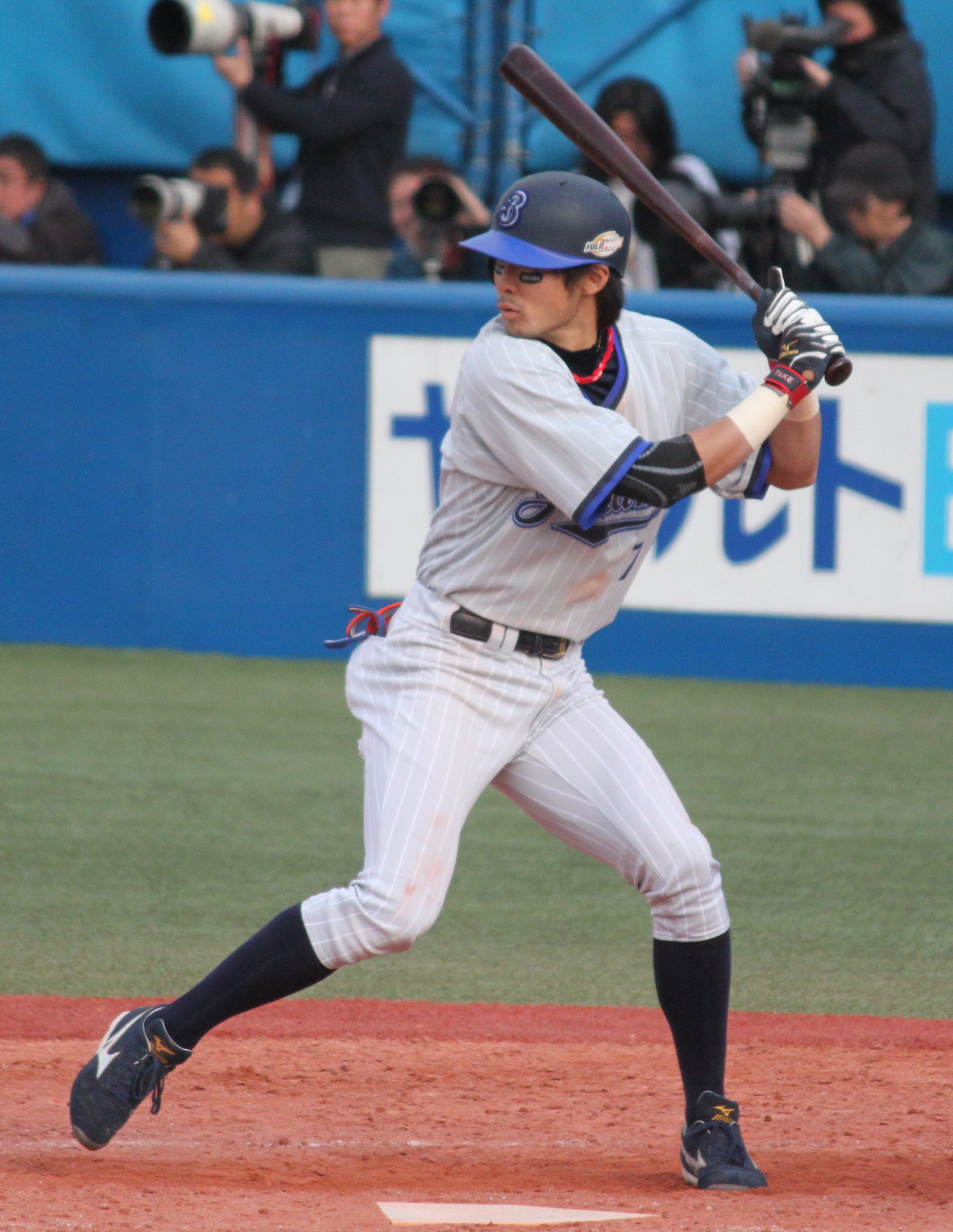
2010年、明治神宮野球場にて

2005年には、イースタン・リーグ公式戦45試合に出場。打率は.243で、一軍公式戦への出場機会はなかった。
2006年は、シーズン途中に左打ちからスイッチヒッターに転向。シーズン終了目前の10月12日に一軍初昇格し、代打で初出場を果たす。
2007年は、初の開幕一軍入りを果たすと、4月1日の読売ジャイアンツ戦、シーズン初打席で高橋尚成からプロ初安打（投手強襲の内野安打）を放つ。さらに代走としても出場機会を得ていた。4月19日ヤクルトスワローズ戦（神宮）で7回表に盗塁を敢行し、プロ入り初盗塁を記録したが、この盗塁が11点差の大量リードでの盗塁であったため、ヤクルトバッテリーが次の打者の内川聖一、村田修一に連続死球を与えた。これが原因で乱闘騒ぎになり、その直後に村田への頭部死球が危険球とみなされたことで、マスクを被っていた選手兼任監督の古田敦也が「カーブのすっぽ抜けで、村田が前屈みになったから（頭部に）当たったから危険球ではない」と球審の井野修に抗議するも暴言により退場を宣告され、先に頭部死球で危険球退場となっていた投手の遠藤政隆ともども退場処分となった。翌4月20日の練習中には打球を顔面に当て唇を20針縫う大怪我を負い、長期離脱した。
2008年は、スイッチヒッターから左打ちに戻す。開幕一軍入りこそ逃すが、その後シーズンを通じて一軍に定着。故障の石井琢朗の代わりに遊撃手を守ったり、北京オリンピック出場のためにチームを離れた村田の代わりに三塁を守るなど主に1番打者でのスタメン出場が続き、83試合に出場。チームトップとなる10盗塁を記録した。
2009年は、開幕スタメンは逃すが、遊撃手のポジション争いをしていた藤田一也が仁志敏久の不調により二塁手に固定されたことで、レギュラーに定着。吉村裕基に次ぐチーム2位の134試合に出場し、初の規定打席到達、2年連続チームトップの19盗塁、チーム2位の15犠打を記録した。一方で、規定打席到達者ではリーグワースト2位の打率（.242）、リーグワーストの出塁率（.267）、四球数（13個）と対左打率（.156）、98三振、遊撃手リーグワースト2位の17失策を記録するなど、攻守に課題を残すシーズンとなった。
2010年は、開幕から遊撃手のレギュラーとして好調を保ち続け、リーグ30盗塁一番乗りを果たす。終盤、梵英心に競り負け、盗塁王のタイトルは逃すも、36盗塁（リーグ2位）、38犠打（リーグ3位）、打率.294（チーム2位）を記録。守備面では失策数は6に減ったが、石川が守備に就くと得点換算で平均的な遊撃手に比べて年間17.92の失点（12球団ワースト2位）が増えるゾーンデータが算出されるなど、守備範囲に不安を残した。相変わらず三振は多く、四球数も規定打席到達者の中で2年連続リーグワースト（21個）を記録。XR27も3.87と規定打席到達者31人中29番目だったが、出塁率は初めて3割を超えた。なお、両リーグ規定打席到達者で0本塁打は石川のみであった。
2011年は、開幕から「1番・遊撃手」でレギュラーに定着。後半戦からは2番打者を打つようになった。前半戦は全試合フルイニング出場を果たしたが10月4日、右外腹斜筋付着部（右わき腹）損傷により出場選手登録を抹消される。10月22日のシーズン最終戦の読売ジャイアンツ戦で復帰し、9回裏に守備固めとして起用されたが、自身の失策によりピンチを広げ、長野久義の代打逆転サヨナラ満塁本塁打と内海哲也の最多勝をアシストしてしまう痛恨の結果を招いた。また2年連続で本塁打はなく、盗塁数も前年と比べて3分の1に減り失策数は13個に増加。シーズン中盤には三振数で一時リーグトップに立つなど、攻守共に粗さが目立った。
2012年は、当時チーム内に「石川」姓の選手・スタッフは在籍していなかったが、ユニフォームの背ネームをT.ISHIKAWAに変更。春季キャンプでは二塁手にコンバートされる。また、新生・横浜DeNAベイスターズ初代主将に指名される。シーズン序盤は打率2割に満たない極度の不振に陥っていたが、6月頃から徐々に調子を上げていった。しかし、7月18日の東京ヤクルトスワローズ戦でファールを打った際投球が右手を直撃し、右手小指の骨折で登録を抹消される。8月下旬に復帰し、8月26日にはチーム事情によりプロに入って初めて外野（右翼手）を守り好プレーも見せていたが、前日の8月25日の読売ジャイアンツ戦でバントをした際に、左手人差し指を骨折。再び登録を抹消された。
2013年は、遊撃手に再転向。開幕は1番で出場するが次第に調子を落とし、下位打線に降格、さらには山崎憲晴にスタメンを奪われてしまう。試合中にはベンチから出ず、円陣の輪にも入らないなどチームメイトに悪い印象を与えていたことや、不調時には不貞腐れた態度をとるなど主将としての自覚や危機感が見られなかったため、監督の中畑清に叱責された。話し合いを行っても態度は改善されなかったことから、5月後半に二軍降格となった。6月に調子を取り戻し一軍復帰を果たした後は、ほとんどの試合に二塁手として先発出場した。8月には球団新記録となる8試合連続マルチ安打を放つなど打撃も復調し、最終的には打率は.275で、5本塁打、41打点、出塁率.357を記録。また得点圏打率.313はリーグ4位という好成績だった。
2014年は、開幕から「1番・二塁手」としてほぼ固定起用される。5月4日の対広島東洋カープ戦（MAZDA Zoom-Zoom スタジアム広島）では前田健太から初回に先頭打者本塁打、5月5日の同カードでは2試合連続の本塁打を放った。ユリエスキ・グリエルが入団した6月以降の公式戦では、グリエルに二塁を守らせる関係で、高校時代に経験のある外野手として先発起用されることもあった。自己最高の本塁打数である7本塁打を記録したものの、打率は最終的に.248と前年より下げてしまった。
2015年は、1月26日に行われた球団ファンクラブ会員限定イベントにて、3シーズン務めた主将を筒香嘉智に継承した。3月28日の読売ジャイアンツ戦でプロ通算100盗塁を達成すると、前半戦では主に1番打者を任され、シーズン序盤には石川が第一打席で出塁すると全勝するという珍記録が生まれ、5月19日の対東京ヤクルトスワローズ戦で1-2で敗れるまで14連勝し、「石川神話」と評された。一時は首位打者に立つこともあるなど好調だったが、交流戦前後からチームの調子に合わせて次第に調子を落とし、大きく打率を下げてしまった。6月11日には出場選手登録日数が8年に達し、国内FA権を取得。7月3日の対阪神タイガース戦（横浜）では、2点ビハインドで迎えた9回裏に呉昇桓から一軍公式戦で自身初のサヨナラ安打を放った。7月31日の対広島東洋カープ戦では5回表の守備で左足を負傷し翌日登録を抹消、その後はシーズン最終盤(最終戦から2試合目)の10月2日に出場するまで一軍に昇格することはなかった。同年は登録抹消を2回味わうなど、最終的に89試合の出場で、打率.259であった。
2016年は、負傷で出遅れるも、4月8日に一軍登録。主に「2番・二塁手」として先発出場したが、打率2割前後を推移し、7月以後は宮﨑敏郎や同シーズン途中に加入したエリアン・エレラに出場機会を献上することが増えていった。8月13日対広島東洋カープ戦で通算1,000試合出場。最終的に95試合に出場し、打率.209と、不本意なシーズンになってしまった。シーズンオフの11月21日、300万円ダウンの年俸6300万円で契約更改。なお、コーチ兼任の投手だった43歳の三浦大輔がこの年限りで現役を引退したため、30歳（契約更改時点）ながらチーム最年長の高卒生え抜き選手になった。
2017年は、ヤクルトから田中浩康が移籍したことなどを背景に、春季キャンプから二軍で調整していたが、公式戦開幕後の4月19日にシーズン初の出場選手登録。田中との併用で対右投手用のスタメン起用が主だった。7月11日の対広島東洋カープ戦で左太もも裏に違和感を覚え途中交代となり、翌日には一軍登録を抹消された。8月23日から一軍に復帰するが、柴田竜拓が二塁に定着していたこともあり代打での起用がほとんどだった。9月26日に再び登録を抹消されそのままレギュラシーズン終了を迎えた。打撃成績は前年より回復したが、63試合の出場に終わった。
2018年には、春季キャンプからレギュラーシーズンの前半戦まで二軍でプレー。イースタン・リーグの前半戦の打率が2割前後を推移するほどの不振に加えて、若手選手を積極起用するラミレスの方針を背景に、一軍昇格はシーズン中盤の7月1日にまで持ち越された。昇格後は、ネフタリ・ソト、倉本寿彦、柴田などとの併用策で二塁手としてスタメンに起用される一方で、代走での出場も多く、代打や内野の守備固めもこなした。出場機会は一軍に定着した2008年以降では最少の41試合、スタメンへの起用も17試合にとどまったが、オールスターゲーム以降は4年ぶりに出場選手登録を1度も抹消されなかった。本人は「一軍が不振だった6月までに呼ばれなければ『いよいよ（現役引退を）覚悟しなければならない』と思っていた」と述懐しているが、シーズン終了後には推定年俸4500万円（前年から1000万円減）という条件で契約を更改。自身より年長の田中浩康、G 後藤武敏、高校の1学年先輩の荒波が引退や戦力外通告でチームを去り、32歳（契約更改時点）にして（他球団からの移籍組を含めた）チームの日本人最年長野手になった。
2019年には、一軍が10連敗で最下位に低迷していた4月29日にシーズン初の出場選手登録を果たすと、同日の対読売ジャイアンツ戦（東京ドーム）で「2番・二塁手」としてスタメンに起用。決勝の2点本塁打を放つなど、5打数3安打の活躍で、チームの連敗ストップに貢献した。同カードでは8月4日に、横浜スタジアムでの対戦で一軍公式戦通算1000本安打を三塁打で達成している。なお5月1日の対ヤクルト戦（横浜）の第2打席では、プロ野球を通じて令和への改元後初となる二塁打を記録した。レギュラーシーズン全体では、一軍公式戦50試合に出場。22試合でスタメンに起用された一方で、代打としては打率.316を記録したが、スタメン起用時を含めた打率（.208）や出塁率（.252）は一軍定着後最も低かった。さらに右肩を痛めて9月5日に登録を抹消され、チームのレギュラーシーズン2位で迎えた同スタジアム初開催のクライマックスシリーズでは出場機会がなかった。CS終了後の11月15日に、推定年俸3900万円（前年から600万円減）という条件で契約を更改。更改後の記者会見では、「尊敬している先輩（坂口智隆）にあやかって、心機一転で巻き返したい」との意向から、背番号を坂口と同じ42へ変更することも発表した。球団の日本人選手の着用は1994年まで着用していた知野公昭以来26年ぶり、日本人野手としては武田康が1990年に着用して以来30年ぶりとなる。
2020年は一軍出場がなく、二軍でも打率.226、OPS.615と苦しんだ。10月には翌年の戦力構想から外れていることが報じられた。11月3日、翌年の契約を結ばないことが球団より正式に発表された。

### DeNA退団後
現役続行を希望し、移籍先を探していたが、2021年3月21日に現役引退を表明し、横浜市内で会見を行った。

### 引退後
2021年からtvk・BS-TBS・TBSチャンネルの野球解説者を務める。
2021年6月5日、古巣・DeNA対ロッテ戦（横浜スタジアム）の試合後に引退セレモニーが行われ、ファンや関係者らに感謝を伝えた。その後、打席に立つと左前に打球を放った（投手は自身がかつて背負った背番号7を継承した佐野恵太）。最後は監督の三浦大輔から記念品を贈呈され、グラウンドを一周。ファンに別れの挨拶をした。

### アメフト転向
2021年5月11日、社会人フットボールリーグXリーグのノジマ相模原ライズに加入することが発表された。2021年5月に森本稀哲の公式YouTubeチャンネルに公開された動画では、元々アメフトが好きであった上にアメリカでは野球以上に人気なスポーツであるところに魅力を感じてアメフト転向を決意した旨を語っている。また、新型コロナウイルス感染拡大によって海外渡航が憚られ、MLB挑戦という選択肢が無くなったことについても話している。高い運動能力と長身、俊足を生かし、ワイドレシーバー（WR）のポジションを務める。
9月4日の富士通フロンティアーズとのXリーグ開幕戦に出場し、パスキャッチ1回を記録しリーグデビューを果たした。2022年11月20日のオービックシーガルズ戦ではアメフト転向後初めて横浜スタジアムでプレーした。
2023年1月30日にアメフトからの引退を表明した。当初は来季も現役を続行する予定だったが、前年の10月に胆嚢ガンの罹患が分かった父の介護に専念するために翻意。ライズからは無期限の休部も勧められたが36歳という高齢から固辞したという。父は同年3月に他界したが、父からの『自分らしく生きろ』というメッセージを受け、プロ野球、アメフトで培った経験を糧に指導者の勉強をしていると語っている。

## 選手としての特徴・人物
怪我を恐れない果敢なプレースタイルが信条。俊足巧打を誇り、主に二遊間を守る内野手として活躍した。レギュラー定着時には1番打者としての出場が多かったが、四球が少なく三振が多いことや、盗塁数も年々減少していたことが指摘され、2015年には、ポジション別に打撃・守備成績を得点換算した数値が、リーグの平均的な成績の二塁手との比較において攻守ともにマイナスを計上し、特に守備における失点抑止力が低いことが示された。また、2016年にはDELTA算出のUZRにおいて、500イニング以上出場した二塁手としてはワースト2位となる-7.8を記録した。
口下手のため誤解されやすく、度々首脳陣と衝突することもあった。しかし、人一倍チームのことを考え、仲間想いであることから人望が厚い。また、強いリーダーシップがあるわけではないものの、2012年にはその人柄からチームメイトの推薦でDeNAの初代主将に就任している。主将に就任後は、他球団から移籍してきた選手や初めての環境で馴染めない選手がいると、少しでも早くチームに馴染めるように、口下手でありながらも積極的に声をかけたり、助言を送っていた。
2017年までのチームメイトで同学年の松本啓二朗は「石川は誰よりも練習していた。精神的にも強くて僕よりも辛い思いをすることがあったと思うけど、そこから何度も這い上がる姿を見た。ここぞという場面に強くて周りの選手からも信頼されていたし、人懐っこい一面もあって好かれていた」と語っている。なお、石川は松本がDeNAを退団する際にネクタイを贈っている。松本は「あの時の（石川の）心遣いは嬉しくて感動した」と語っている。
2012年から2015年まで監督を務めた中畑清とは、主将として何度も衝突したが、関係は悪くない。2020年のオフに退団が決まり、他球団からのオファーを待っていた石川に対し、中畑は「（石川とは）上司と部下として衝突したこともあるが、衝突するくらいチームを思っている男。チャンスがあるなら現役を続けてもらいたいと思うし、中途半端に終わらせたくない思いもある」と語っており、その映像を見た石川は「ありがたかった。中畑さんは自分とチームを変えてくれた方。何度もぶつかったし、本気で叱ってくれた」と涙をこらえながら語っている。

## 詳細情報

### 年度別打撃成績
| 年 度     | 球 団     | 試 合 | 打 席 | 打 数 | 得 点 | 安 打 | 二 塁 打 | 三 塁 打 | 本 塁 打 | 塁 打 | 打 点 | 盗 塁 | 盗 塁 死 | 犠 打 | 犠 飛 | 四 球 | 敬 遠 | 死 球 | 三 振 | 併 殺 打 | 打 率 | 出 塁 率 | 長 打 率 | O P S |
| --------- | --------- | ----- | ----- | ----- | ----- | ----- | -------- | -------- | -------- | ----- | ----- | ----- | -------- | ----- | ----- | ----- | ----- | ----- | ----- | -------- | ----- | -------- | -------- | ----- |
| 2006      | 横浜 DeNA | 2     | 2     | 2     | 0     | 0     | 0        | 0        | 0        | 0     | 0     | 0     | 0        | 0     | 0     | 0     | 0     | 0     | 2     | 0        | .000  | .000     | .000     | .000  |
| 2007      | 横浜 DeNA | 19    | 27    | 24    | 5     | 3     | 0        | 0        | 0        | 3     | 1     | 1     | 0        | 1     | 0     | 2     | 0     | 0     | 6     | 0        | .125  | .192     | .125     | .317  |
| 2008      | 横浜 DeNA | 83    | 273   | 259   | 24    | 63    | 4        | 5        | 1        | 80    | 13    | 10    | 5        | 6     | 1     | 6     | 1     | 1     | 60    | 5        | .243  | .262     | .309     | .571  |
| 2009      | 横浜 DeNA | 134   | 495   | 463   | 38    | 112   | 15       | 3        | 2        | 139   | 24    | 19    | 4        | 15    | 1     | 13    | 0     | 3     | 98    | 8        | .242  | .267     | .300     | .567  |
| 2010      | 横浜 DeNA | 131   | 584   | 521   | 69    | 153   | 23       | 6        | 0        | 188   | 18    | 36    | 13       | 38    | 1     | 21    | 1     | 3     | 91    | 6        | .294  | .324     | .361     | .685  |
| 2011      | 横浜 DeNA | 125   | 530   | 466   | 49    | 121   | 11       | 1        | 0        | 134   | 22    | 12    | 7        | 32    | 0     | 30    | 0     | 2     | 95    | 8        | .260  | .307     | .288     | .595  |
| 2012      | 横浜 DeNA | 80    | 304   | 263   | 31    | 75    | 10       | 1        | 1        | 90    | 14    | 7     | 6        | 13    | 1     | 24    | 1     | 3     | 49    | 3        | .285  | .351     | .342     | .693  |
| 2013      | 横浜 DeNA | 119   | 523   | 459   | 75    | 126   | 12       | 4        | 5        | 161   | 41    | 5     | 2        | 5     | 0     | 51    | 0     | 8     | 76    | 6        | .275  | .357     | .351     | .708  |
| 2014      | 横浜 DeNA | 138   | 539   | 483   | 66    | 120   | 16       | 5        | 7        | 167   | 36    | 9     | 3        | 16    | 0     | 32    | 0     | 8     | 98    | 9        | .248  | .306     | .346     | .652  |
| 2015      | 横浜 DeNA | 89    | 375   | 343   | 43    | 89    | 8        | 1        | 1        | 102   | 18    | 6     | 3        | 9     | 0     | 16    | 1     | 7     | 82    | 2        | .259  | .306     | .297     | .603  |
| 2016      | 横浜 DeNA | 95    | 329   | 297   | 35    | 62    | 8        | 2        | 2        | 80    | 14    | 6     | 4        | 11    | 1     | 18    | 0     | 2     | 67    | 3        | .209  | .258     | .269     | .527  |
| 2017      | 横浜 DeNA | 63    | 192   | 167   | 18    | 41    | 7        | 0        | 2        | 54    | 11    | 1     | 1        | 6     | 3     | 12    | 0     | 4     | 41    | 4        | .246  | .306     | .323     | .630  |
| 2018      | 横浜 DeNA | 41    | 91    | 74    | 10    | 17    | 1        | 0        | 0        | 18    | 7     | 5     | 3        | 4     | 2     | 11    | 0     | 0     | 19    | 1        | .230  | .322     | .243     | .565  |
| 2019      | 横浜 DeNA | 50    | 113   | 101   | 14    | 21    | 3        | 1        | 2        | 32    | 5     | 1     | 3        | 6     | 0     | 5     | 0     | 1     | 34    | 1        | .208  | .252     | .317     | .569  |
| NPB：14年 | NPB：14年 | 1169  | 4377  | 3922  | 477   | 1003  | 118      | 29       | 23       | 1248  | 224   | 118   | 54       | 162   | 10    | 241   | 4     | 42    | 818   | 56       | .256  | .305     | .318     | .623  |

- 横浜（横浜ベイスターズ）は、2012年から球団名をDeNA（横浜DeNAベイスターズ）に変更

### 年度別守備成績
| 年 度 | 球 団     | 二塁  | 二塁  | 二塁  | 二塁  | 二塁  | 二塁     | 三塁  | 三塁  | 三塁  | 三塁  | 三塁  | 三塁     | 遊撃  | 遊撃  | 遊撃  | 遊撃  | 遊撃  | 遊撃     | 外野  | 外野  | 外野  | 外野  | 外野  | 外野     |
| 年 度 | 球 団     | 試 合 | 刺 殺 | 補 殺 | 失 策 | 併 殺 | 守 備 率 | 試 合 | 刺 殺 | 補 殺 | 失 策 | 併 殺 | 守 備 率 | 試 合 | 刺 殺 | 補 殺 | 失 策 | 併 殺 | 守 備 率 | 試 合 | 刺 殺 | 補 殺 | 失 策 | 併 殺 | 守 備 率 |
| ----- | --------- | ----- | ----- | ----- | ----- | ----- | -------- | ----- | ----- | ----- | ----- | ----- | -------- | ----- | ----- | ----- | ----- | ----- | -------- | ----- | ----- | ----- | ----- | ----- | -------- |
| 2007  | 横浜 DeNA | 4     | 2     | 5     | 0     | 0     | 1.000    | -     | -     | -     | -     | -     | -        | 8     | 2     | 6     | 0     | 1     | 1.000    | -     | -     | -     | -     | -     | -        |
| 2008  | 横浜 DeNA | 8     | 14    | 24    | 0     | 5     | 1.000    | 13    | 8     | 19    | 2     | 3     | .931     | 57    | 68    | 132   | 7     | 27    | .966     | -     | -     | -     | -     | -     | -        |
| 2009  | 横浜 DeNA | 1     | 0     | 0     | 0     | 0     | ----     | 2     | 0     | 4     | 0     | 0     | 1.000    | 129   | 194   | 360   | 17    | 75    | .970     | -     | -     | -     | -     | -     | -        |
| 2010  | 横浜 DeNA | 27    | 34    | 51    | 1     | 7     | .988     | -     | -     | -     | -     | -     | -        | 119   | 168   | 338   | 5     | 59    | .990     | -     | -     | -     | -     | -     | -        |
| 2011  | 横浜 DeNA | -     | -     | -     | -     | -     | -        | -     | -     | -     | -     | -     | -        | 123   | 208   | 351   | 13    | 69    | .977     | -     | -     | -     | -     | -     | -        |
| 2012  | 横浜 DeNA | 74    | 179   | 174   | 1     | 40    | .997     | -     | -     | -     | -     | -     | -        | 8     | 9     | 11    | 1     | 2     | .952     | 2     | 8     | 0     | 0     | 0     | 1.000    |
| 2013  | 横浜 DeNA | 77    | 203   | 214   | 6     | 54    | .986     | -     | -     | -     | -     | -     | -        | 40    | 58    | 124   | 8     | 20    | .958     | 2     | 4     | 0     | 0     | 0     | 1.000    |
| 2014  | 横浜 DeNA | 110   | 246   | 334   | 9     | 68    | .985     | -     | -     | -     | -     | -     | -        | 1     | 0     | 0     | 0     | 0     | ----     | 20    | 30    | 2     | 0     | 1     | 1.000    |
| 2015  | 横浜 DeNA | 84    | 200   | 266   | 8     | 31    | .983     | -     | -     | -     | -     | -     | -        | -     | -     | -     | -     | -     | -        | -     | -     | -     | -     | -     | -        |
| 2016  | 横浜 DeNA | 87    | 145   | 218   | 3     | 34    | .992     | -     | -     | -     | -     | -     | -        | -     | -     | -     | -     | -     | -        | -     | -     | -     | -     | -     | -        |
| 2017  | 横浜 DeNA | 49    | 99    | 121   | 2     | 32    | .991     | -     | -     | -     | -     | -     | -        | -     | -     | -     | -     | -     | -        | -     | -     | -     | -     | -     | -        |
| 2018  | 横浜 DeNA | 34    | 41    | 51    | 4     | 14    | .958     | -     | -     | -     | -     | -     | -        | -     | -     | -     | -     | -     | -        | -     | -     | -     | -     | -     | -        |
| 2019  | 横浜 DeNA | 33    | 44    | 77    | 1     | 16    | .992     | -     | -     | -     | -     | -     | -        | -     | -     | -     | -     | -     | -        | -     | -     | -     | -     | -     | -        |
| 通算  | 通算      | 588   | 1207  | 1535  | 35    | 301   | .987     | 15    | 8     | 23    | 2     | 3     | .939     | 485   | 707   | 1322  | 51    | 194   | .975     | 24    | 42    | 2     | 0     | 1     | 1.000    |

- 各年度の太字はリーグ最高

### 記録
初記録
- 初出場・初打席：2006年10月12日、対東京ヤクルトスワローズ21回戦（明治神宮野球場）、7回表に木塚敦志の代打で出場、坂元弥太郎から空振り三振
- 初安打：2007年4月1日、対読売ジャイアンツ3回戦（横浜スタジアム）、5回裏に高橋尚成から投手前内野安打
- 初盗塁：2007年4月19日、対東京ヤクルトスワローズ3回戦（明治神宮野球場）、7回表に二盗（投手：遠藤政隆、捕手：古田敦也）
- 初打点：同上、9回表に花田真人から三塁ゴロ適時失策の間に記録
- 初先発出場：2007年9月15日、対東京ヤクルトスワローズ17回戦（横浜スタジアム）、7番・二塁手で先発出場
- 初本塁打：2008年8月31日、対東京ヤクルトスワローズ20回戦（横浜スタジアム）、6回裏に石川雅規から右越ソロ

節目の記録
- 100盗塁：2015年3月28日、対読売ジャイアンツ2回戦（東京ドーム）、1回表に二盗（投手：アーロン・ポレダ、捕手：小林誠司）
- 1000試合出場：2016年8月13日、対広島東洋カープ19回戦（横浜スタジアム）、2番・二塁手で先発出場 ※史上480人目
- 1000安打：2019年8月4日、対読売ジャイアンツ16回戦（横浜スタジアム）、6回裏に桜井俊貴から右翼線へ三塁打 ※史上301人目

### 登場曲
- エレファントカシマシ「俺たちの明日」（2012年）
- Mr.Children「終わりなき旅」（2013年）
- ももいろクローバー「行くぜっ!怪盗少女」（2013年）
- ももいろクローバーZ「ワニとシャンプー」（2013年）
- ももいろクローバーZ「走れ!」（2013年）
- G-DRAGON「ピタカゲ」（2014年）
- Timati and La La Land ft Timbaland And Grooya「Not All About The Money」（2015年 - ） ※奇数打席
- G-DRAGON「CRAYON」（2015年 - ） ※偶数打席
- predia 「You're my Hero」（2016年 - ） ※1・4・6打席
- レミオロメン「もっと遠くへ」（2016年 - ）※2・3・5打席
- 欅坂46 「サイレントマジョリティー」（2017年 - ） ※2戦目、2・3打席
- 乃木坂46 「ガールズルール」（2017年 - ） ※2戦目、2・3打席
- predia 「The Call」（2017年 - ） ※2戦目、1・4打席

### 背番号
- 52 （2005年 - 2009年）
- 7 （2010年 - 2019年）
- 42 （2020年）

## 現役引退後の出演
- tvk NEWSハーバー（テレビ神奈川、2021年4月2日）[41]
- With☆ベイスターズ2023（TBS、2023年6月9日 - ）[42]